# Каппадокія (фема)
Фема Каппадокія (грец. اθέμα Καππαδοκίας) — військово-адміністративна одиниця Візантійської імперії (фема), яка розташовувалась у центральній частині Малої Азії (сучасна Туреччина), отримавши назву від старовинної області Каппадокія (на території давньоримських провінцій Каппадокія I і Каппадокія II). Утворено 832 року. Припинила існування на початку 1080-х років внаслідок завоювань сельджуків.

## Історія
З VII ст. була частиною феми Арменіак в статусі турми. Наприкінці VIII ст. або на початку IX ст. виокремлена в напівсамостійну адміністративну одиницю — клірусу акритів (на кшталт західноєвропейської марки).
Протягом 690—730-х років фема була місцем постійних битв між візантійськими та арабськими військами. У 707 році араби захопили Тіану, що була центром православної єпархії Каппадокії. Особливо запеклими та тяжкими були битви та напади арабів у 720-х роках.
З огляду на це до 800 року було створено 20 потужних фортець, а загальні військові сили досягли 4 тис. вояків, після чого 832 року Каппадокія отримала статус феми. У 842 році вперше письмо згадується в «Тактиконі» (відомого як тактикон Успенського). Каппадокійська фема стала однією з найважливіших в часи протистояння Багдадському халіфату та еміратам Тарс й Мелітена. Тут розташовувалися потужні фортеці.
Протягом 804—854 років зазнавала постійних нападів з боків арабів, від чого страждали міста, економіка й розвиток феми, внаслідок чого зменшується чисельність каппадокійських греків. Їх поступово замінюють сирійські греки та інші біженці з Сирії, а згодом вірмени.
З Каппадокії вівся наступ проти павлікіан, що захопили значні області в Малій Азії. Поступово стає важливою відправною точкою для походів візантійських військ проти мусульманських держав в Кілікії та на сході Малої Азії. Тут було споруджено 3 великі військові табори (аплектони) — Колонеа, Кесарія та Бат-Риакс. У 870-х роках з феми було виокремлено бандон Нісса, який передано у склад феми Харсіан. В свою чергу до складу Каппадокію увійшли бандони з фем Анатолік і Букеларії, з яких утворено турму Коммата. З 969 року перестає були прикордонною фемою, оскільки межі імперії просунулися до Сирії та Месопотамії.
З 930-х років фема стала опорою для могутніх візантійських родів Фокадів та Малейнос. У 963 році в цій фемі Никифор Фока та Іоанн Куркуас тут підняли заколот після смерті імператора Романа II. Незабаром Фока став імператором. У 970 році Барда Фока Молодший підняв повстання в Кесарії проти імператора Іоанна I, яке було придушено Бардою Скліром. 987 року Барда Фока підняв нове повстання — тепер проти імператора Василя II. 1021 року тут підняли заколот Никифор Фока Баритрахел і Никифор Ксіфій — проти Василя II. Внаслідок придушення усіх цих заколотів влада місцевої знаті та Фокадів була істотно послаблена через великі конфіскації майна.
У 1020-х роках після підкорення Візантійцями Анійського і Карського царства, Васпуракану до Каппадокії було переселено колишніх їх володарів з численним військом та почтом. Вірмени утворили на території феми 3 напівнезалежних князівства — Арцрунідів з містами Кесарія, Абара (панував колишній цар Сенекерім), Багратидів з Васпуракану — з містами Цамендан, Ларіси, Коммана (панував Гагік Карський), Багратидів з Ані — з містами Піза й Колонпалат (панував Гагік Анійський). У цей період вірменське населення превалює у фемі Каппадокія.
У 1067 році фема зазнала потужного нападу сельджукіВ, було зруйновано місто Кесарію. Після поразки візантійців у битві біля Манцикерту у 1071 році від Сельджуцької імперії та утворення держави Варажжнуні довіра до вірменських правителів в Каппадокії у центрального уряду зникла. Тому у 1078—1080 роках за наказом імператора Никифора III було наказано знищити, що призвело до протистояння між візантійцями та вірменами, а відповідно до послаблення оборони кордонів. До цього додався заколот Никифора Меліссена, що запросив на допомогу сельджуків. В результаті на початку 1080-х років ця фема була захоплення Сулейманом ібн Кутулмишем.

## Адміністрація
На північному заході межувала з фемою Букеларії (вздовж узбережжя озера Татта і біля міста Мокіс), на північному сході та сході — з фемою Харсіан (частково уздовж річки Галіс, доходила до міста Ларіси). На півдні розташовувалися Таврські гори Кілікії, межа феми спочатку проходила за містом Поданд.
Адміністративним центром тривалий час було місто-фортеця Корон. Після відвоювання візантійцями Кілікії у 960-х роках головним містом феми стала Тіана Каппадокійська. На чолі стояв стратег з рангом протосфатарія, рідше патрикія, що отримував зарплатню у 20 лібрів золота.

## відомі стратеги
- Євдоким (832)
- Лев Фока Молодший (944—950)
- Ферс Цоцикій (1018—1021)
- Сенекерім (1021—1027)
- Никифор Бриєнній (1057—1058)